# Ich kann nicht länger schweigen
Ich kann nicht länger schweigen ist ein deutsches Filmdrama von Wolfgang Bellenbaum, der auch unter dem Pseudonym Hans-Joachim Wiedermann bzw. Jochen Wiedermann arbeitete. Der 1961 gedrehte Film setzt sich mit dem § 218 auseinander, der Ärzten einen Schwangerschaftsabbruch gesetzlich untersagte. Bundesweiter Kinostart war am 12. Januar 1962.

## Handlung
Das Jahr 1961: Die 17-jährige Sabine Prohaska und der 20-jährige Jurastudent Klaus Kampmann sind seit Mai ein Paar und schlafen im Spätsommer miteinander. Sabine wird schwanger, sieht jedoch keinen Weg, das Kind zu bekommen. Sie lebt bei ihrer alleinerziehenden Mutter und verdient nur wenig Geld. Klaus ist noch im Grundstudium und könnte eine kleine Familie nicht ernähren. Sabine befürchtet, dass er sein Studium sogar abbrechen müsste. Eine Heirat können sich beide nicht leisten und auch den Eltern offenbaren sie sich nicht, zumal Klaus’ Vater Staatsanwalt ist. Über Freunde erhalten sie Ende November die Anschrift von Dr. Günther Behrens, der in der Vergangenheit bereits illegale Abtreibungen vorgenommen hat. Sabine begibt sich zu ihm und er untersucht sie.
Wenig später identifiziert Behrens im Leichenschauhaus die tote Sabine. Die Ermittler haben bei ihr den Zettel mit seiner Anschrift gefunden. Bald gilt er als dringend verdächtig, an Sabine eine Abtreibung vorgenommen zu haben und sie dabei so schwer verletzt zu haben, dass sie an inneren Blutungen verstarb. Behrens kam wie jeden Mittwoch spät nach Hause, ein Zeuge sah seinen Wagen mit der weinenden Sabine vor der Praxistür des Arztes – kurze Zeit später wurde sie leblos im Park gefunden. Behrens streitet ab, Sabine behandelt zu haben und gibt an, er habe sie abgewiesen, da keine emotionalen oder medizinischen Gründe für eine Abtreibung vorgelegen hätten. Staatsanwalt Dr. Kampmann weist Behrens nach, dass er bereits in zwei früheren Fällen eine Abtreibung an Frauen vorgenommen und dadurch gegen das Gesetz verstoßen hat. In einem der beiden Fälle – die Patientin war gerade 16 Jahre alt – handelte es sich um eine Schwangerschaft infolge einer Vergewaltigung.
Behrens gilt den Indizien nach als schuldig, kann er seine Unschuld doch nicht beweisen. Ein Grund ist, dass Klaus’ Identität nicht festgestellt werden konnte, da Sabine den Namen ihres Freundes stets für sich behielt. Klaus hat unterdessen unter seinem Vater zu leiden, der zu hohe Anforderungen an ihn stellt und ihn nicht als Erwachsenen behandelt. Er weiß, dass er nie aus dem Schatten des Vaters treten können wird, den er als Staatsanwalt zudem verachtet. Er nimmt einen Revolver des Vaters an sich und sucht Sabines Mutter auf, die an dem Tag bei Gericht ihre Aussage machen musste. Die Mutter ist verzweifelt, hätte sie Sabine doch mit dem Baby helfen wollen. Kurz vor Abschluss der Beweisaufnahme meldet sich Klaus bei Gericht und sagt im Fall Sabine Prohaska aus. Sein Vater hindert ihn nicht, sondern stellt fest, dass er seinen Sohn anklagen werde, sollte er das Gesetz übertreten haben.
Klaus berichtet, dass Behrens Sabine abgewiesen hatte, da er keine dringenden Gründe für eine Abtreibung gegeben sah. In ihrer Not wandte sich Sabine an Wirtin Frau Woitke, die in anderen Fällen bereits Freunden geholfen hatte und ausschließlich aus finanziellen Motiven heraus Abtreibungen vornimmt. Klaus war beim Gedanken, die Abtreibung durch eine Kurpfuscherin durchführen zu lassen, unwohl, doch sah das Paar keine andere Möglichkeit. Nach dem Eingriff ging es Sabine sehr schlecht, ihr war schwindlig und übel. Ihr Zustand verschlechterte sich so schnell, dass Klaus zu Behrens fuhr, doch war dieser bereits von Arbeit aufgebrochen. Auf dem Weg ins Krankenhaus musste Klaus am Park halten, weil Sabine übel war. Sie schleppte sich in den Park, wo sie zusammenbrach. Klaus zog sie zu einer Bank und fuhr zu einer Bar, wo er den Rettungsdienst alarmierte, der jedoch bereits durch Passanten informiert worden war. Er folgte dem Krankenwagen, sah jedoch bald, wie Sabines Leiche abtransportiert wurde. Als er geendet hat, herrscht Schweigen im Saal. Klaus’ Vater fängt sich jedoch schnell und stellt Haftantrag gegen die Wirtin. Seinem Sohn kündigt er einen Prozess wegen Beihilfe zum Gesetzesbruch an, zudem werde er sein Studium abbrechen müssen. Klaus versucht wenig später, sich im Park zu erschießen, überlebt jedoch schwerverletzt. Am Ende werden die Plädoyers verlesen. Staatsanwalt Kampmann fordert zwei Jahre Haft wegen der beiden gestandenen Abtreibungen sowie drei Jahre Berufsverbot für Behrens. Die Verteidigerin Dr. Maria Brunner gibt hingegen zu bedenken, dass durch Behrens’ ärztliche Hilfe vielleicht gegen das Gesetz verstoßen wurde, diese jedoch nur schlimmere Schicksale der Frauen verhinderte. Behrens selbst verzichtet auf ein Schlusswort. Der Film endet mit seinen Worten: „Ich habe nichts mehr zu sagen. Bitte urteilen Sie.“

## Produktion
Ich kann nicht länger schweigen wurde 1961 in Berlin (West) gedreht. Die Filmbauten stammen von F.-Dieter Bartels und Karl Flick. Der Film kam am 12. Januar 1962 per Massenstart in die deutschen Kinos. Im Jahr 2006 erschien er in der Reihe Filmpalast – Kinohits von gestern auf DVD.
Es war der letzte Film von Kameramann Ekkehard Kyrath, der infolge einer schweren Krebserkrankung während der Dreharbeiten durch Karl Löb ersetzt wurde. Kyrath verstarb wenige Tage nach der Filmpremiere im Januar 1962.

## Kritik
Die Illustrierte Film-Bühne zum Film befand, dass er „sich in einer bisher noch nicht dargestellten Form mit dem § 218 [befasst]. Keineswegs wird der Paragraph als solcher angegriffen – aber der Film zeigt, daß es auch noch die menschliche Seite dieses Problems gibt.“
Der katholische film-dienst schrieb, dass Ich kann nicht länger schweigen „die Geschichten der Patientinnen als rein emotionales Plädoyer gegen das Abtreibungsverbot aus[breitet]. Regie und Buch arbeiten mit der Holzhammermethode, lassen kaum ein Klischee aus und verschenken alle Möglichkeiten zu einer sachgerechten Auseinandersetzung. Resultat: eine peinlich oberflächliche Kolportagestory.“